# 新澤西州同性婚姻

虹色新泽西州地图

新泽西州同性婚姻自2013年10月21日已在法律上被认可。法院裁决该州把婚姻限制在不同性别的人之间的法律作废。就在同一天，州长宣布撤回其对法院裁决的上诉，使得同性婚姻法律成为新泽西法律永久的一部分。
2006年，新泽西最高法院一致裁定（7-0）禁止同性伴侣婚姻的权利和利益违反国家宪法，并下令立法机关在180天以内纠正。对此，立法机关在2006年12月21日通过了一项民事结合合法化的法律，2007年2月19日起生效。2012年，新泽西州立法机关通过了一项同性婚姻合法化的法案，但被州长克里斯·克里斯帝否决。2013年9月，默瑟县高级法院裁定，州政府必须遵守2013年6月最高法院对于美国诉温莎案的裁定，保证已婚的同性伴侣享有与其他已婚夫妇相同的联邦福利。法院裁定，由于新泽西州只允许民事结合，这不认为是联邦法律规定的婚姻，州政府不平等对待同性伴侣。新泽西州最高法庭一致拒绝州长请求搁置法律程序等待他的政府提出上诉的请求。此后不久，州长撤销挑战同性婚姻的上诉。